# 덩화
덩화(중국어 간체자: 邓华, 정체자: 鄧華, 병음: Dèng Huá, 한자음: 등화, 1910년 4월 28일 ~ 1980년 7월 3일)는 중화인민공화국의 군인이다.

## 경력
1910년 4월 28일 후난성에서 태어났다. 1927년 중국 공산당에 입당. 1928년 샹난 무장 봉기에 참가한 후 홍군에서 선전 중대장 등을 역임했다. 그 후 중일 전쟁, 국공 내전 등에서 중국 공산당 소속으로 싸운다. 1941년 제4야전군 15병단 사령관이 되었다.
한국 전쟁 시기에는 중국인민지원군 부사령관으로 전반적인 전략과 전술을 주도하였다. 1951년 7월 열린 6·25전쟁 정전 회담에서 중국 측 책임자로 대외적으로 중국인민지원군 부사령관 겸 부정치위원으로 참가했다. 한국휴전협정 체결 이후 1955년부터 1959년까지 선양 군구 사령관을 역임했으며 1980년 상하이에서 사망했다.